# Вершкове рагу
Вершкове рагу (яп. クリームシチュー, kurīmu shichū) або біле рагу — популярна страва японської кухні, що належить до йошоку. Вона складається з м'яса (зазвичай, курятина, або ж свинина чи креветки), суміші овочів (цибуля, морква та картопля є напопулярнішими, також додають цвітну капусту, броколі, зелений горошок, гарбуз, кукурудзу або гриби), що готуються з густою білою ру. Овочі та м'ясо варяться в бульйоні, після чого до них додають ру, після чого утворюється густе рагу. В Японії часто використовують готовий ру, який можна купити, як це роблять для приготування японського карі, хоча ру можна приготувати і з нуля. Замість бульйону можна використовувати молоко, щоб рагу було більш кремовим.
Страва була створена після Другої світової війни, коли у школах подавали дітям рагу з курятини чи лосося і овочей, загущене порошковим молоком, що надходило з США в якості допомоги у боротьбі з нестачею їжі. Через два десятиліття, у середині 1960-х років, кубики швидкого приготування ру надійшли у продаж, що полегшио приготування вершкового рагу і закріпило його у вжитку.
Якщо змішати вершкове рагу з рисом і запекти, — отримується інша страва йошоку, доріа (яп. ドリア).